# Brand New War
 (août 2025).
Brand New War est un groupe américain de punk rock / street punk originaire de Los Angeles, en Californie, actif de 2002 à 2008. 

## Historique
Le groupe débute sa carrière sous le nom de The God Awfuls en 2002. Leur musique est décrite comme du « punk rock politique et urbain ». En 2004, ils publient l'album Next Stop Armageddon, chez Kung-fu Records''''. Le morceau « Watch It Fall », est intégré dans le jeu vidéo de skateboard Tony Hawk's American Wasteland, sorti en 2005. L'album est produit par The Greedy Bros, alias Blag Dahlia des Dwarves. The God Awfuls est apparu dans le documentaire Punk's Not Dead de 2007. En juillet 2008, The God Awfuls sort trois nouveaux morceaux sur une démo. Le 28 octobre 2008, The God Awfuls annonce sur sa page MySpace avoir changé de nom pour Brand New War.